# Oudehaske
Oudehaske (Fries: Aldehaske ([ɔ:də’hɔskə]), De Haske ([də’hɔskə])) is een dorp in de gemeente De Friese Meren, in de Nederlandse provincie Friesland. Oudehaske ligt tussen Joure en Heerenveen aan het Nannewijd. Ten zuiden van het dorp loopt de Veenscheiding. In 2023 telde het dorp 1.890 inwoners.

## Geschiedenis
Het dorp is waarschijnlijk rond 1200 ontstaan. Tot het ontstaan van de plaats Nijehaske heette de plaats nog gewoon Haske. Vanaf de 14e eeuw werd de plaats geschreven als Hasce, Haschera munkam, Aelde Hascha, Althasck, Olde Hassche. Het element haske zou duiden op een grassoort.
Oudehaske is het oudste dorp van de voormalige grietenij en gemeente Haskerland. De plaats kreeg rond 1300 een eigen kapel. Door de veenafgraving in het gebied, die al in de 16e eeuw gaande was, groeide het dorp. In de tweede helft van de 18e eeuw kwamen zogenaamde Gietersen naar het gebied en nam het aantal inwoners toe. Deze groep mensen uit de Kop van Overijssel bracht een nieuwe verveningsmethode naar Friesland, die grote waterplassen tot gevolg had. Het natuurgebied Nannewijd (Fries: ''Nannewiid''), dat ten zuidwesten van Oudehaske ligt, is hierdoor ontstaan.
Het dorp was van oorsprong een langgerekt streekdorp. De oorspronkelijke kerk van het dorp stond iets buiten het centrum van het dorp. De huidige kerk van Oudehaske dateert uit 1906. Vanaf de 20e eeuw werd in meerdere fases nieuwbouw gepleegd. In het begin van de 21ste eeuw werd een stukje van het grondgebied van Nijehaske bij het Oudehaske gevoegd terwijl een ander deel van het dorpsgebied is overgegaan naar Heerenveen voor een industrieterrein.
Van 1882 tot 1947 had Oudehaske meerdere haltes aan de Tramlijn Heerenveen - Joure.
Tot 1984 behoorde Oudehaske tot de gemeente Haskerland. Daarna behoorde Oudehaske tot de gemeente Skarsterlân. In 2014 ging deze op in de gemeente De Friese Meren.

## Toerisme
Door de ligging aan het Nannewijd is er sprake van enig toerisme. Er is geen echte haven maar heeft wel een strand en een camping aan het Nannewijd.

## Cultuur
Het dorp heeft een dorpshuis, Kulturhûs Oudehaske. Jaarlijks is er in mei een feestweek in het dorp, de organisatie ervan organiseert in Oudehaske en Nijehaske ook andere activiteiten door het hele jaar heen.

## Onderwijs
Het dorp heeft twee basisscholen; It Haskerplak en De Tarissing. Het heeft verder een kinderopvang; Thuishuis De Lytse Haskes en een peuterzaal/kinderopvang in het dorpshuis.

## Sport
Sinds 1945 heeft het dorp een Gymnastiekvereniging, GV S.H.E.L.L. en sinds 1963 de voetbalvereniging VV Oudehaske. Verder is er een  tennisvereniging, De Greveling met vier buitenbanen en Volleybalvereniging-Oudehaske. Ook heeft Oudehaske een judoclub, Roelevink Sport VOF. Roelevink Sport VOF verzorgt ook Yawara Ju-Jitsu en Kids Streetdefense (Zelfverdediging voor de jeugd). Kickboks club, Kicksports.

## Openbaar vervoer
- Lijn 95: Heerenveen - Nijehaske - Oudehaske - Haskerhorne - Joure - Terhorne - Irnsum - Roordahuizum - Wytgaard - Leeuwarden

## Bekende (ex-)inwoners
Een van de bekendste voormalige 'bewoners' is het springpaard Okidoki, gefokt door de familie Boonstra. Verder is voormalig schaatscoach en -commentator Henk Gemser is woonachtig in Oudehaske. Ook oud sc-Heerenveen trainer Trond Sollied was een tijdlang woonachtig in Oudehaske evenals de voormalige schaatser Marten Hoekstra.

### Geboren in Oudehaske
- Sjoerd de Vries (1941-2020), kunstschilder en graficus
- Minne Modderman (1948), voetbalscheidsrechter

### Overleden in Oudehaske
- Thijs Klompmaker (1903-1987), schaatser
- Hartman Hoekstra (1926-2007), politicus